# Ligne principale Meitetsu Nagoya
La ligne principale Meitetsu Nagoya (名鉄名古屋本線, Meitetsu Nagoya-honsen) est une ligne ferroviaire dans les préfectures d'Aichi et de Gifu au Japon. Elle relie la gare de Toyohashi à celle de Meitetsu Gifu. La ligne est exploitée par la compagnie Meitetsu.
La ligne est interconnectée avec la plupart des autres lignes de la Meitetsu, ce qui en fait un axe de transport important de l'agglomération de Nagoya.

## Histoire
La ligne date de 1944 dans sa forme actuelle. Elle regroupe les lignes d'anciennes compagnies qui ont fusionné avec la Meitetsu.

## Caractéristiques

### Ligne
- écartement des voies : 1 067 mm
- nombre de voies : Quadruple voie entre Jingū-mae et Kanayama. Double voie sur le reste de la ligne.
- électrification : 1 500 V cc par caténaire

Les voies sont partagées avec la ligne Iida de la JR Central entre Toyohashi et Hirai.

### Liste des gares

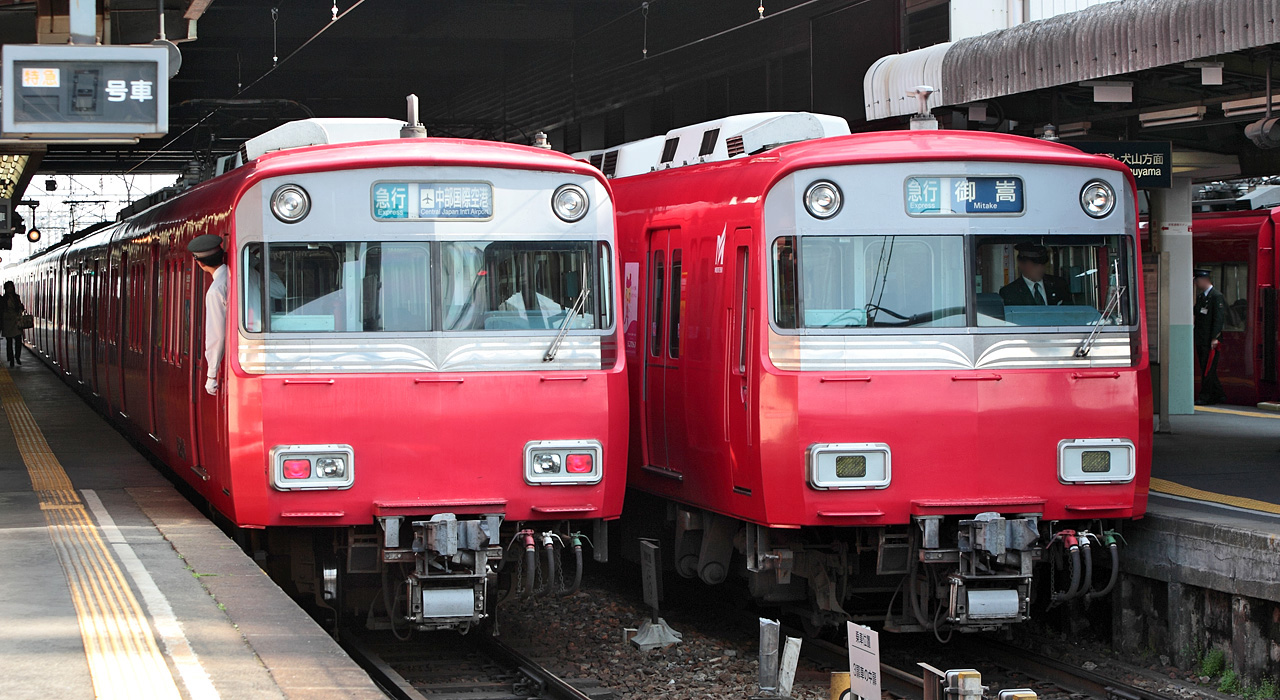
Automotrices série 6000 et 6500 à Jingū-mae

La ligne Meitetsu Nagoya comporte 60 gares, numérotées de NH01 à NH60.
| Numéro | Gare                | Nom japonais | Distance depuis Toyohashi (km) | Correspondances | Ville               | Ville              |
| ------ | ------------------- | ------------ | ------------------------------ | --- | ------------------- | ------------------ |
| NH01   | Toyohashi           | 豊橋         | 0                              | JR Central : Tōkaidō Shinkansen, Iida, Tōkaidō Toyotetsu : Atsumi, Azumada | Toyohashi           | Préfecture d'Aichi |
| NH02   | Ina                 | 伊奈         | 5,0                            | | Toyokawa            | Préfecture d'Aichi |
| NH03   | Odabuchi            | 小田渕       | 6,6                            | | Toyokawa            | Préfecture d'Aichi |
| NH04   | Kō                  | 国府         | 9,6                            | Meitetsu : Toyokawa (interconnexion) | Toyokawa            | Préfecture d'Aichi |
| NH05   | Goyu                | 御油         | 10,7                           | | Toyokawa            | Préfecture d'Aichi |
| NH06   | Meiden Akasaka      | 名電赤坂     | 12,5                           | | Toyokawa            | Préfecture d'Aichi |
| NH07   | Meiden Nagasawa     | 名電長沢     | 15,0                           | | Toyokawa            | Préfecture d'Aichi |
| NH08   | Motojuku            | 本宿         | 18,7                           | | Okazaki             | Préfecture d'Aichi |
| NH09   | Meiden Yamanaka     | 名電山中     | 20,4                           | | Okazaki             | Préfecture d'Aichi |
| NH10   | Fujikawa            | 藤川         | 23,1                           | | Okazaki             | Préfecture d'Aichi |
| NH11   | Miai                | 美合         | 25,6                           | | Okazaki             | Préfecture d'Aichi |
| NH12   | Otokogawa           | 男川         | 27,6                           | | Okazaki             | Préfecture d'Aichi |
| NH13   | Higashi Okazaki     | 東岡崎       | 29,8                           | | Okazaki             | Préfecture d'Aichi |
| NH14   | Okazakikōen-mae     | 岡崎公園前   | 31,1                           | Aichi Loop Railway : Aichi Loop (à Naka-Okazaki) | Okazaki             | Préfecture d'Aichi |
| NH15   | Yahagibashi         | 矢作橋       | 32,5                           | | Okazaki             | Préfecture d'Aichi |
| NH16   | Utō                 | 宇頭         | 34,8                           | | Okazaki             | Préfecture d'Aichi |
| NH17   | Shin-Anjō           | 新安城       | 38,3                           | Meitetsu : Nishio (interconnexion) | Anjō                | Préfecture d'Aichi |
| NH18   | Ushita              | 牛田         | 40,9                           | | Chiryū              | Préfecture d'Aichi |
| NH19   | Chiryū              | 知立         | 43,1                           | Meitetsu : Mikawa | Chiryū              | Préfecture d'Aichi |
| NH20   | Hitotsugi           | 一ツ木       | 44,6                           | | Kariya              | Préfecture d'Aichi |
| NH21   | Fujimatsu           | 富士松       | 46,6                           | | Kariya              | Préfecture d'Aichi |
| NH22   | Toyoake             | 豊明         | 48,1                           | | Toyoake             | Préfecture d'Aichi |
| NH23   | Zengo               | 前後         | 49,8                           | | Toyoake             | Préfecture d'Aichi |
| NH24   | Chūkyō-keibajō-mae  | 中京競馬場前 | 51,4                           | | Midori-ku, Nagoya   | Préfecture d'Aichi |
| NH25   | Arimatsu            | 有松         | 52,7                           | | Midori-ku, Nagoya   | Préfecture d'Aichi |
| NH26   | Sakyōyama           | 左京山       | 53,8                           | | Midori-ku, Nagoya   | Préfecture d'Aichi |
| NH27   | Narumi              | 鳴海         | 55,1                           | | Midori-ku, Nagoya   | Préfecture d'Aichi |
| NH28   | Moto-Hoshizaki      | 本星崎       | 56,7                           | | Minami-ku, Nagoya   | Préfecture d'Aichi |
| NH29   | Moto-Kasadera       | 本笠寺       | 58,2                           | | Minami-ku, Nagoya   | Préfecture d'Aichi |
| NH30   | Sakura (ja)         | 桜           | 58,9                           | | Minami-ku, Nagoya   | Préfecture d'Aichi |
| NH31   | Yobitsugi           | 呼続         | 59,9                           | | Minami-ku, Nagoya   | Préfecture d'Aichi |
| NH32   | Horita              | 堀田         | 61,1                           | | Mizuho-ku, Nagoya   | Préfecture d'Aichi |
| NH33   | Jingū-mae           | 神宮前       | 62,2                           | Meitetsu : Tokoname (interconnexion) | Atsuta-ku, Nagoya   | Préfecture d'Aichi |
| NH34   | Kanayama            | 金山         | 64,4                           | JR Central : Chūō, Tōkaidō Métro de Nagoya : Meijō, Meikō | Naka-ku, Nagoya     | Préfecture d'Aichi |
| NH35   | Sannō               | 山王         | 66,0                           | | Nakagawa-ku, Nagoya | Préfecture d'Aichi |
| NH36   | Meitetsu Nagoya     | 名鉄名古屋   | 68,0                           | JR Central : Tōkaidō Shinkansen, Chūō, Kansai, Tōkaidō (à Nagoya) Kintetsu : Nagoya (à Kintetsu-Nagoya) Nagoya Rinkai Rapid Transit : Aonami (à Nagoya) Métro de Nagoya : Higashiyama, Sakura-dōri (à Nagoya) | Nakamura-ku, Nagoya | Préfecture d'Aichi |
| NH37   | Sakō                | 栄生         | 69,9                           | | Nishi-ku, Nagoya    | Préfecture d'Aichi |
| NH38   | Higashi-Biwajima    | 東枇杷島     | 70,7                           | Meitetsu : Inuyama (interconnexion) | Nishi-ku, Nagoya    | Préfecture d'Aichi |
| NH39   | Nishi-Biwajima      | 西枇杷島     | 71,6                           | | Kiyosu              | Préfecture d'Aichi |
| NH40   | Futatsuiri          | 二ツ杁       | 72,2                           | | Kiyosu              | Préfecture d'Aichi |
| NH41   | Shin-Kawabashi      | 新川橋       | 72,8                           | | Kiyosu              | Préfecture d'Aichi |
| NH42   | Sukaguchi           | 須ヶ口       | 73,5                           | Meitetsu : Tsushima (interconnexion) | Kiyosu              | Préfecture d'Aichi |
| NH43   | Marunouchi          | 丸ノ内       | 74,3                           | | Kiyosu              | Préfecture d'Aichi |
| NH44   | Shin-Kiyosu         | 新清洲       | 75,2                           | | Kiyosu              | Préfecture d'Aichi |
| NH45   | Ōsato               | 大里         | 77,5                           | | Inazawa             | Préfecture d'Aichi |
| NH46   | Okuda               | 奥田         | 78,8                           | | Inazawa             | Préfecture d'Aichi |
| NH47   | Kōnomiya            | 国府宮       | 80,9                           | | Inazawa             | Préfecture d'Aichi |
| NH48   | Shima-Ujinaga       | 島氏永       | 82,9                           | | Inazawa             | Préfecture d'Aichi |
| NH49   | Myōkōji             | 妙興寺       | 84,7                           | | Ichinomiya          | Préfecture d'Aichi |
| NH50   | Meitetsu Ichinomiya | 名鉄一宮     | 86,4                           | Meitetsu : Bisai JR Central : Tōkaidō (à Owari-Ichinomiya) | Ichinomiya          | Préfecture d'Aichi |
| NH51   | Imaise              | 今伊勢       | 88,3                           | | Ichinomiya          | Préfecture d'Aichi |
| NH52   | Iwato               | 石刀         | 89,2                           | | Ichinomiya          | Préfecture d'Aichi |
| NH53   | Shin-Kisogawa       | 新木曽川     | 91,2                           | | Ichinomiya          | Préfecture d'Aichi |
| NH54   | Kuroda (ja)         | 黒田         | 92,1                           | | Ichinomiya          | Préfecture d'Aichi |
| NH55   | Kisogawa-Zutsumi    | 木曽川堤     | 93,9                           | | Ichinomiya          | Préfecture d'Aichi |
| NH56   | Kasamatsu           | 笠松         | 95,1                           | Meitetsu : Takehana | Kasamatsu           | Préfecture de Gifu |
| NH57   | Ginan               | 岐南         | 96,9                           | | Ginan               | Préfecture de Gifu |
| NH58   | Chajo               | 茶所         | 98,3                           | | Gifu                | Préfecture de Gifu |
| NH59   | Kanō                | 加納         | 98,7                           | | Gifu                | Préfecture de Gifu |
| NH60   | Meitetsu Gifu       | 名鉄岐阜     | 99,8                           | Meitetsu : Kakamigahara JR Central : Takayama, Tōkaidō (à Gifu) | Gifu                | Préfecture de Gifu |